# لماح (اسم)
لماح هو اسم علم مذكر من أصل عربي، ومعناه هو مبالغة من اسم الفاعل لامح أو الذي يمد بصره إلى ما يريد رؤيته الناظر نظرات خاطفة، مختلس النظر اليقظ، سريع الفهم المعجب بنفسه؛ يقولون «لامحٌ عطفيه» أي معجب بنفسه.

## وصلات خارجية
- موسوعة السلطان قابوس لأسماء العرب نسخة محفوظة 5 أبريل 2019 على موقع واي باك مشين.